# Yuan Yuan Tan
Yuan Yuan Tan (1977) es una bailarina de ballet china, principal en el Ballet de San Francisco desde 1997.
Desde los 11 años asistió a la Escuela de Ballet de Shanghái. A los 17 años dejó Shanghái para estudiar en Stuttgart. Se unió al Ballet de San Francisco como solista en 1995.